# Karl Ernst Christoph Schneider
Pour les articles homonymes, voir Schneider.
Karl Ernst Christoph Schneider (1786-1856) est un philologue allemand.

## Biographie
Né à Wiehe, il est professeur de littérature à Leipzig, puis de 1816 à 1856, à Breslau. Schneider étant plus à l'aise en latin et en grec, il se charge des exercices de grammaire et de critique textuelle avec les étudiants, parmi lesquels on comptait alors Karl Otfried Müller, August Wellauer (de), Gustav Pinzger (de), Wilhelm Kergel (de), August Wissowa (de), Heinrich Leo et Julius Sommerbrodt.

## Œuvres
Il a donné des éditions de :
- La République de Platon (Leipzig, 1830-1833),
- Commentaires sur la Guerre des Gaules de César (Halle-sur-Saale, 1840-1845),
- Commentaire sur le Timée par Proclus (1851),

Il a publié des Leçons de grammaire grecque, 1837.